# Lakeland terrier
Az lakeland terrier egy angol fajta.

## Történet
Kialakulása az 1700-as évekre tehető. Egykor számos, különböző néven említett változata létezett, melyeket 1912-ben vontak össze egyetlen fajtába. Egy Stingray of Derrybarch nevű Lakeland terrier nyerte el a "Kiállítás legszebb kutyája" címet az 1967-es Cruft- és az 1968-as New York-i Westminster-kiállításon. 

## Külleme
Marmagassága 33-38 centiméter, tömege 7-8 kilogramm. Négyzetes alakú, szilárd felépítésű eb. Drótszerű, vízhatlan szőrzete kétrétegű. Kitartó, bátor állat, amely egyaránt jól érzi magát őshazájában, az északnyugat-angliai tóvidék lankáin és családi kedvencként. 

## Képgaléria

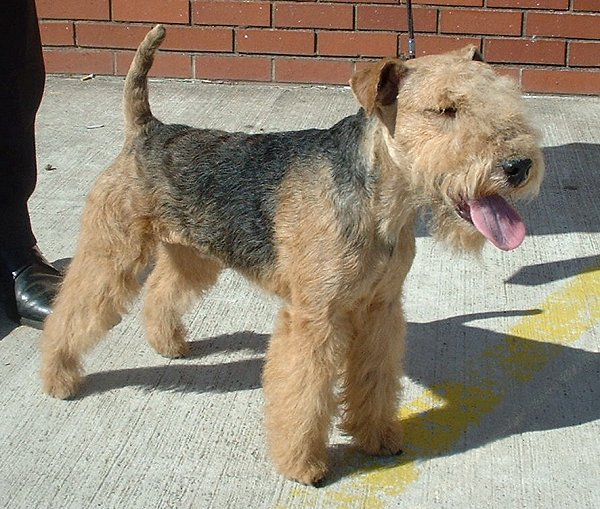
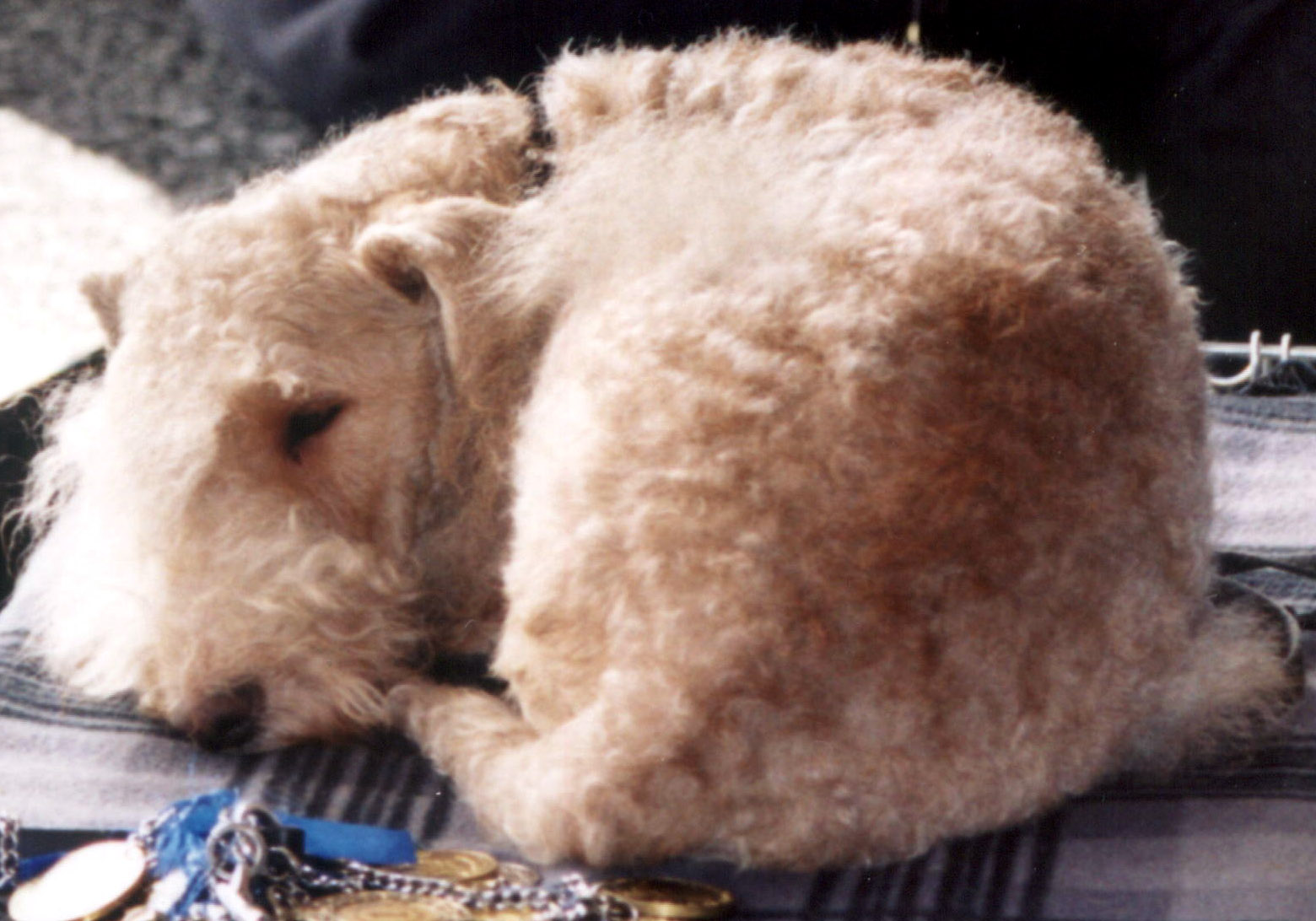

## Jelleme
Természete bátor és szívós. 